# Ütő Endre (operaénekes)
Ütő Endre (Budapest, 1937. június 2. – Budapest, 2017. július 25.) Liszt Ferenc-díjas magyar operaénekes (basszus), színigazgató, érdemes művész.

## Életútja
A Liszt Ferenc Zeneakadémián ének tanszakán 1957 és 1964 között Lendvai Andor növendéke volt. A végzés után a római Accademia di Santa Cecilián folytatta zenei tanulmányait. Giorgio Favaretto irányításával két énekversenyt is megnyert (München, Reggio Emilia), valamint együtt énekelhetett a pályakezdő Luciano Pavarottival. 1963-tól 1996-ig A Magyar Állami Operaház magánénekese volt basszus szólamban, 1991-től 1995-ig pedig az Opera főigazgatói tisztségét is betöltötte.

## Munkássága
Magánénekesként az operarepertoár számos basszusszerepét énekelhette el. Igazgatása alatt a Magyar Állami Operaházban felújították a Wagner Ringet, a Bartók-operát és a baletteket, Makovecz Imre díszleteivel. Az intézményen belül ekkor alapult meg az Ifjú Operabarátok Egyesülete, s ugyanebben az időszakban kapta meg az opera teljes énekegyüttese a Bartók-díjat. Nevéhez fűződik az Operastúdió megalapítása, ahol fiatal művészeket oktatnak színpadi játékra. Kibővítette az örökös tagságot, amelyet olyan művészek kaptak meg, mint Simándy József, Osváth Júlia, Takács Paula, Jámbor László és mások.
Ő és Külkey László kezdeményezésére 1991-ben újjáalakították a Budapesti Operabarát Egyesületet. Emellett alapítója az amerikai, német, olasz, francia stb. művészek részvételével hangversenyeket rendező budapesti Operabarát Alapítványnak, valamint a fiatal művészek munkásságát jutalmazó Pro Opera Lirica Alapítványt. Ez utóbbi alap díjazottjai között van Bazsinka Zsuzsanna, Miklósa Erika, Szendrényi Katalin, Ulbrich Andrea, Szvétek László, Meláth Andrea.
Az 1980-as évek közepétől agyagozással is foglalkozott.

## Díjai
- Liszt Ferenc-díj (1970)
- Székely Mihály-emlékplakett (1972)
- Bartók-Pásztory-díj (1992)
- A Magyar Köztársasági Érdemrend tisztikeresztje (1993)
- Kőbánya díszpolgára (1996)
- Lovasberény díszpolgára (2012)
- A Magyar Érdemrend középkeresztje (2014)
- Érdemes művész (2017)
- A Magyar Állami Operaház örökös tagja (2017) /posztumusz/
- Fejér megye díszpolgára (2018) /posztumusz/[3]

## Szerepei
- Bartók: A kékszakállú herceg vára – A kékszakállú
- Csajkovszkij: Jevgenyij Anyegin – Gremin herceg
- Debussy: Pelléas és Mélisande – Arkel király
- Durkó Zsolt: Mózes – Áron
- Farkas Ferenc: Vidrócki – Vidrócki Márton
- Gounod: Faust – Mefisztó
- Mihály András: Együtt és egyedül – Egy férfi
- Monteverdi: Poppea megkoronázása – Seneca
- Monteverdi: Odüsszeusz hazatérése – Az Idő; Poszeidon
- Mozart: Così fan tutte – Don Alfonso
- Mozart: A varázsfuvola – Sarastro
- Muszorgszkij: Borisz Godunov – Pimen
- Petrovics Emil: Bűn és bűnhődés – Raszkolnyikov
- Puccini: Bohémélet – Colline
- Puccini: Tosca – Sekrestyés
- Puccini: Turandot – Timur
- Ránki György: Az ember tragédiája – Az Úr hangja
- Szokolay Sándor: Hamlet – Hamlet atyjának szelleme
- Verdi: Nabucco – Zakariás
- Verdi: A lombardok az első keresztesháborúban – Pagano
- Verdi: La Traviata – Douphol báró
- Verdi: Rigoletto – Sparafucile
- Verdi: Simon Boccanegra – Fiesco
- Verdi: A végzet hatalma – Pater Gvardián
- Verdi: Álarcosbál – Sam
- Verdi: Aida – Ramfis
- Verdi: Don Carlos – Fülöp király
- Verdi: Otello – Lodovico
- Wagner: Az istenek alkonya – Hagen
- Weill: Mahagonny városának tündöklése és bukása – Alaszkafarkas Joe
- Wolf-Ferrari: A négy házsártos – Simon